# Vincent (Vorname)
Vincent ist ein männlicher Vorname.

## Herkunft und Bedeutung
Vincent ist von dem lateinischen Namen Vincentius abgeleitet und bedeutet „Der Siegreiche“ beziehungsweise „Der Siegende“. Namenstage von Vincent sind der 22. Januar und der 20. Dezember.

## Varianten
Deutsche Varianten des Namens sind Vinzent und Vinzenz.
- englisch: Vincent, Vince, Vin
- irisch: Uinseann
- griechisch: βικέντιος (Vikéndios)
- baskisch: Bikendi
- italienisch: Vincenzo
- spanisch: Vicente, Vincente
- katalanisch: Vicenç, Vicent
- rumänisch: Vincențiu
- russisch: Викентий (Vikentiy), Винсент (Winsent)
- serbisch: Викентије (Vikentije)
- polnisch: Wincenty
- ungarisch: Vince, Vincent

## Namensträger

### Vorname
- A. Vincent (1928–2015), indischer Kameramann und Filmregisseur
- Vincent Badie (1902–1989), französischer Politiker
- Vince Boryla (1927–2016), US-amerikanischer Basketballspieler, -trainer, -funktionär und -scout
- Vincent Cassel (* 1966, eigentlich Vincent Crochon), französischer Schauspieler
- Vincent de Moor (* 1973), niederländischer Trance-DJ und -Produzent
- Vincent D’Onofrio (* 1959), US-amerikanischer Schauspieler
- Vincent Damon Furnier (* 1948), US-amerikanischer Musiker, siehe Alice Cooper
- Vincent Davis (* 1957), US-amerikanischer Jazz-Schlagzeuger
- Vincent Ford (1940–2008), jamaikanischer Songwriter
- Vincent Gallo (* 1962), US-amerikanischer Schauspieler
- Vincent van Gogh (1853–1890), niederländischer Maler
- Vincent de Gournay (1712–1759), Physiokrat
- Vincent Gross (* 1996), Schweizer Schlagersänger
- Vincent Hognon (* 1974), französischer Fußballspieler
- Vincent Jay (* 1985), französischer Biathlet
- Vincent Keymer (* 2004), deutscher Schachspieler
- Vincent Klink (* 1949), deutscher Koch
- Vincent Kompany (* 1986), belgischer Fußballspieler
- Vincent Kriechmayr (* 1991), österreichischer Skirennläufer
- Vincent Laban (* 1984), französischer Fußballspieler
- Vincent Langer (* 1986), deutscher Windsurfer, Weltmeister
- Vinzenz von Lérins († ca. 450), Mönch und Heiliger
- Vicente de Lima (* 1977), brasilianischer Sprinter, Medaillengewinner bei Olympia
- Vincent Lübeck (1654–1740), deutscher Komponist des Barock
- Vincent Luis (* 1989), französischer Triathlet
- Vincent John Martin (* 1960), britischer Musiker, siehe Vince Clarke
- Vincent J. McMahon (1914–1984), US-amerikanischer Wrestling-Promoter
- Vincent Kennedy McMahon (* 1945), US-amerikanischer Wrestling-Promoter
- Vincent Meilleur (* 1974), französischer Skibergsteiger
- Vince Neil (* 1961), US-amerikanischer Musiker und Sänger der Band Mötley Crüe
- Vincent Oldenburg (1759–1833), deutscher Jurist, Senatssyndicus in Hamburg
- Vincent Perez (* 1962), Schweizer Schauspieler und Produzent
- Vincent Pfäfflin (* 1981), deutscher Komiker
- Vincent Pontare (* 1980), schwedischer Musiker
- Vincent Price (1911–1993), US-amerikanischer Schauspieler
- Vincent Purkart (1936–2015), französischer Tischtennisspieler
- Vincent Redetzki (* 1992), deutscher Schauspieler
- Vincent Teresa (1930–1990); US-amerikanischer Mobster
- Vincent Thill (* 2000), luxemburgischer Fußballspieler
- Vinzenz von Valencia († um 304) Märtyrer in Hispanien
- Vincent Anthony Vaughn (* 1970), US-amerikanischer Schauspieler, siehe Vince Vaughn
- Vincent van der Voort (* 1975), niederländischer Dartspieler
- Vince Wallace (1939–2012), US-amerikanischer Jazzmusiker
- Wincent Weiss (* 1993), deutscher Popsänger und Songwriter
- Vincent Wieser (* 2002), österreichischer Skirennläufer
- Vincent Youmans (1898–1946), US-amerikanischer Komponist

### Kunstfigur
- Ich bin Vincent und ich habe keine Angst, Jugendbuch von Enne Koens aus dem Jahr 2017

## Sonstiges
- Für den dänischen Prinzen Vincent zu Dänemark, Graf von Monpezat (* 2011) siehe unter Frederik von Dänemark.